# Stanci
Stanci es un pueblo ubicado en el municipio de Kriva Palanka, en Macedonia del Norte.

## Superficie
Posee una superficie de 21,32 kilómetros cuadrados.

## Demografía
Hasta 2021 la población era de 134 habitantes, con una densidad de población de 6,284 habitantes por kilómetro cuadrado.